# Echeveria 'Perle Von Nürnberg'
La Echeveria 'Perle Von Nürnberg' es un híbrido F1 del género Echeveria, cuyos padres son la E. gibbiflora 'Metallica' y la E. elegans (potosina). Se trata de una suculenta de hoja perenne, de tallo corto, con forma de roseta y de hojas obovadas y carnosas con un brillo gris violáceo y flores de color rojo claro en panículas de hasta 45cm.Es valorada mundialmente por su atractivo follaje morado y su resistencia a condiciones climáticas extremas.

## Origen
La E. 'Perle von Nürnberg' fue originada por la cruza de la Echeveria gibbiflora y la E. elegans (potosina) en Alemania por el jardinero Alfred Gräser durante la década de 1930. Gräser declaró que los padres de todas sus plantas no eran los mismos y que desde el comienzo se comercializaron tres clones diferentes:
- Uno con hojas azul grisáceo
- Otro con hojas rojizas
- Y un tercero con follaje gris plateado

Esto explicaría el por qué las flores de la E. 'Perle von Nürnberg' no se asemejan a las de la E. gibbiflora.

## Cultivo
La E. 'Perle von Nürnberg' es una planta rústica y relativamente sencilla de cuidar. No tiene muchas complicaciones en ambientes húmedos, a diferencia de otras suculentas.  
Requiere un riego moderado, al igual que otras plantas desérticas. Prefiere tierras porosas, fértiles y que drenen muy bien. Le gusta el sol directo y puede tolerar durante mucho tiempo los rayos solares si está adaptada. Tolera heladas de no más de -4 °C y calores extremos (si tiene los cuidados necesarios).

## Variaciones de laEcheveria 'Perle von Nürnberg'
El mercado está lleno de cientos de híbridos, cultivares y formas del género Echeveria. En el caso de la Echeveria 'Perle von Nurnberg', esta dio lugar a diversas "variedades".
Echeveria 'Purple Pearl'
Es un desporte de la E. 'Perle von Nürnberg'. Cuenta con una tonalidad más morada que la planta original. 
Echeveria 'Duchess of Nürnberg'
Otro desporte con una tonalidad más rojiza. Las hojas se tornan marrones con el paso del tiempo. 
Echeveria 'Rainbow'
Es su forma variegada. Los bordes de las hojas son rosas al principio y amarillas pálidas cuando las hojas envejecen. 
Echeveria 'Green Pearl'
Un desporte de color verde.
Echeveria 'Son of Pearl'
Otro porte de un color más azulado.
Echeveria 'Serena'
Una mutación de la E. 'Perle von Nürnberg'; creado por Bruno Sasso en Bordighera, Italia. Tiene un color rosado en los tejidos jóvenes y un tono marrón anaranjado en las hojas más viejas.
Echeveria 'Petra's Perle'
Otro porte similar a la E. 'Duchess of Nürnberg'.
Echeveria 'Lolita'
Híbrido entre la E. 'Perle von Nürnberg' y la E. 'Lola' creado por M. Kapitany. Las rosetas tienen un diámetro de 30 cm, las varas florales miden 35 cm y sus hojas miden 8 x 10 cm. Tienen manchas rosas intensas en el centro de la roseta, similares a las del Graptopetalum 'Purple Haze' (G. paraguayense x G. superbum).
Echeveria 'Magic Red'

Es la misma E. 'Perle von Nürnberg' o la E. 'Purple Pearl' tratada con una mezcla de aceite blanco y jabón potásico. Básicamente, se las estresa y se les quita la pruina para que muestren su color "real".

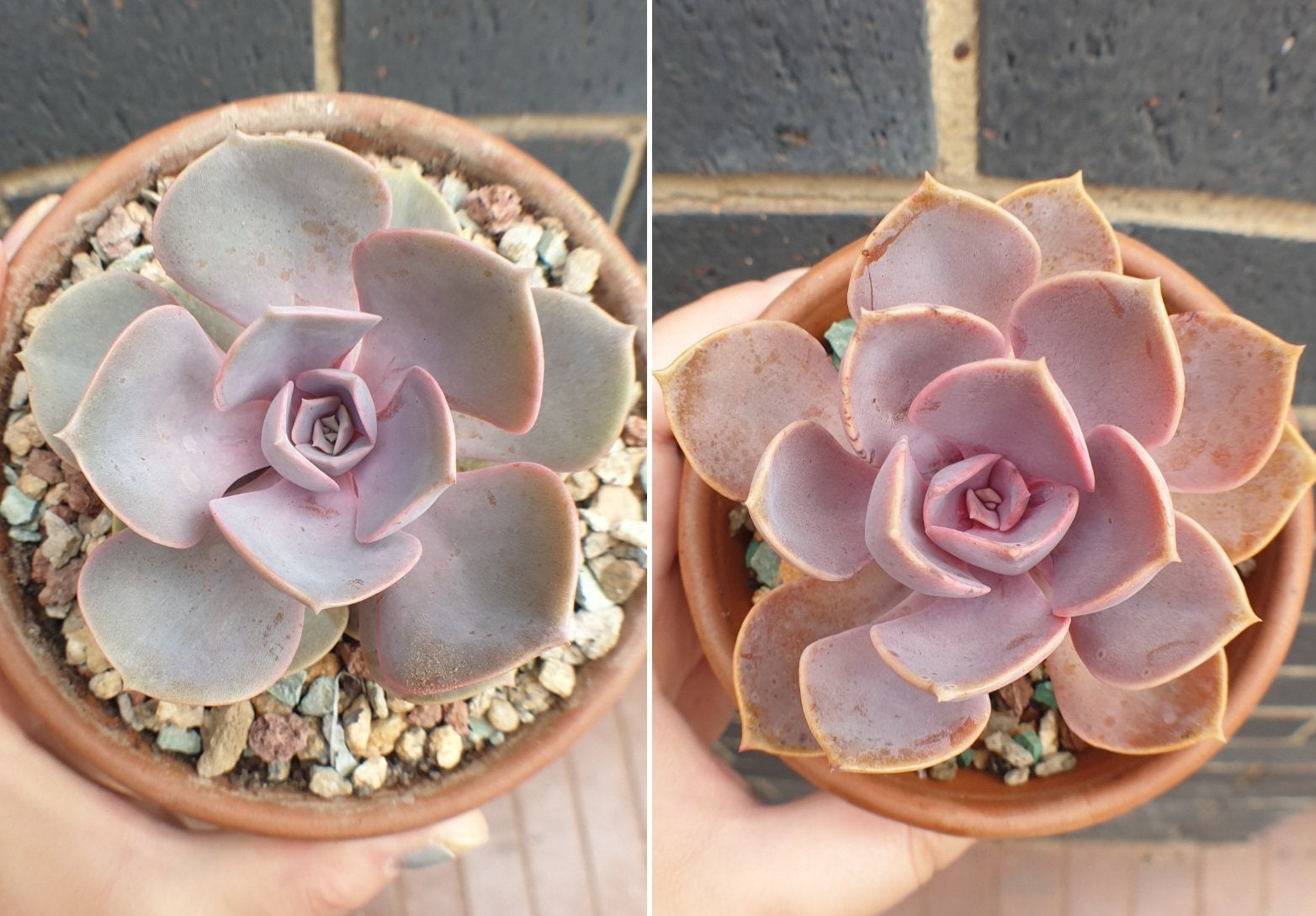
Diferencia de color entre Echeveria 'Perle von Nürnberg' (izquierda) y Echeveria 'Purple Pearl' (derecha)
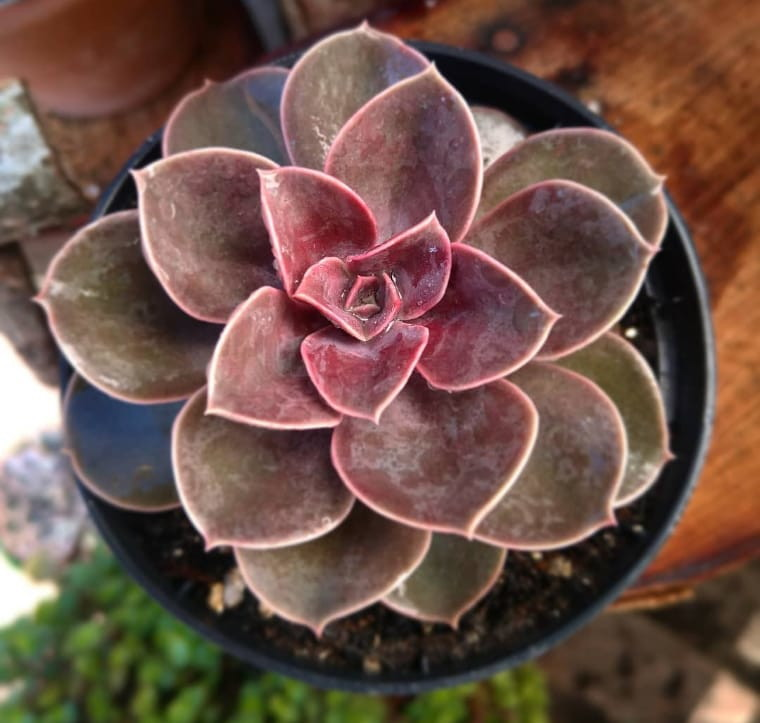
Echeveria 'Duchess of Nürnberg'
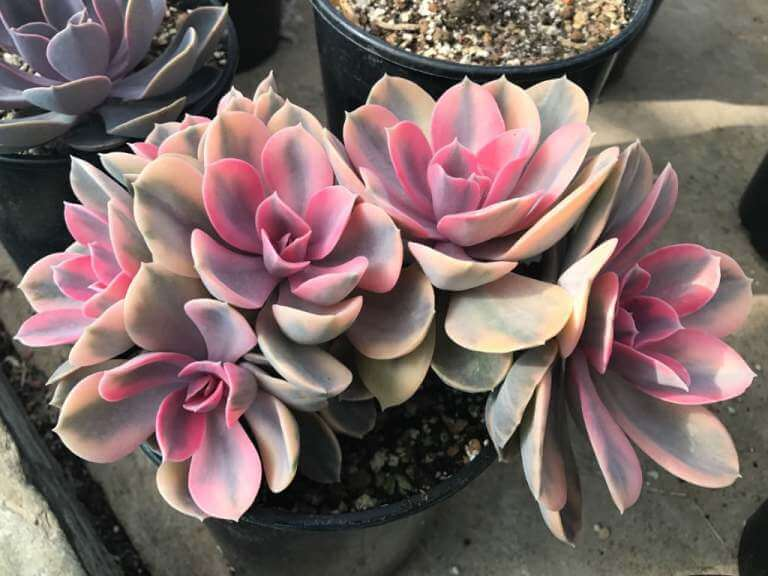
Echeveria 'Rainbow' (Echeveria 'Perle von Nürnberg' f. variegata)
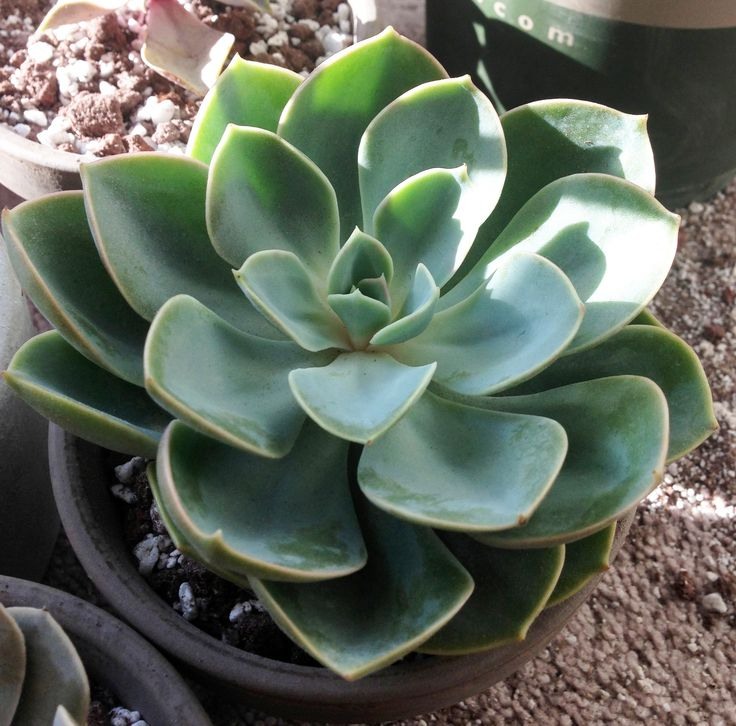
Echeveria 'Green Pearl'
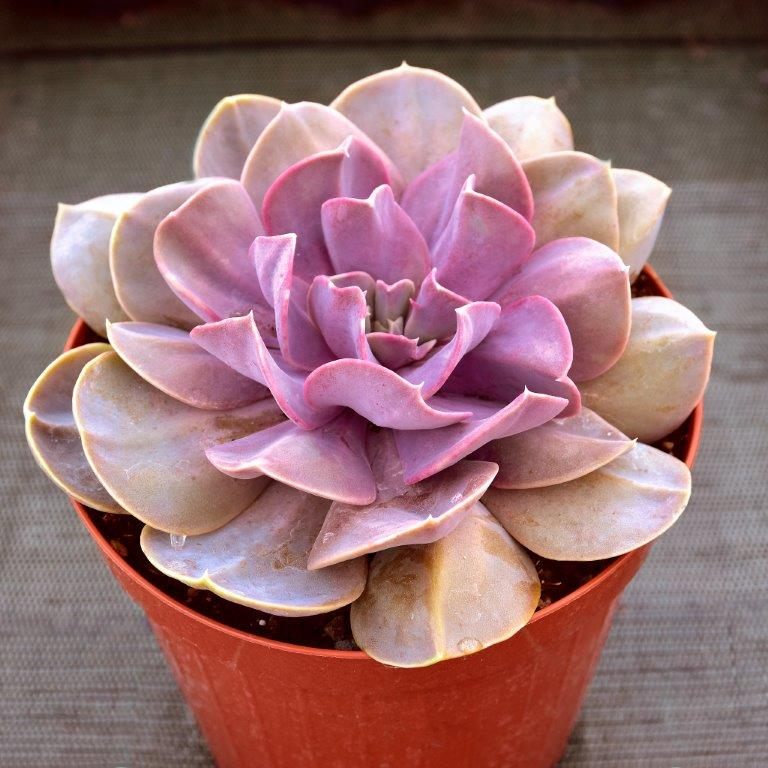
Echeveria 'Serena'
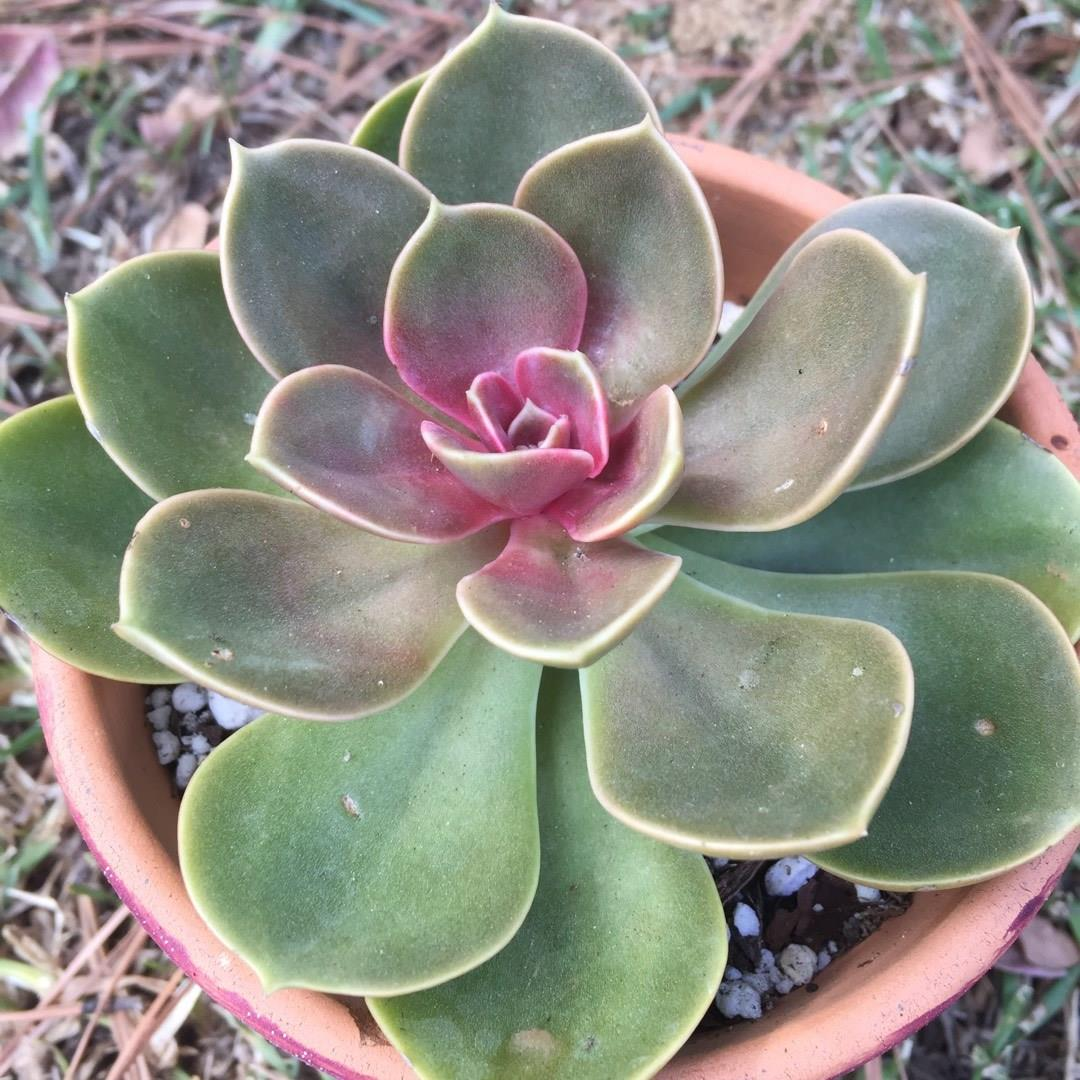
Echeveria 'Petra's Perle'
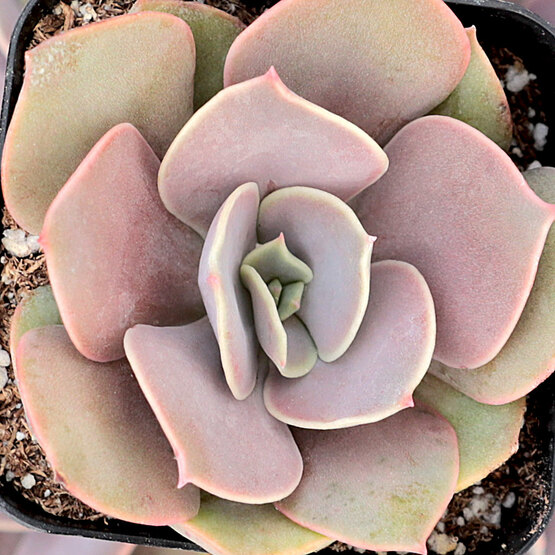
Echeveria 'Lolita' (híbrido)
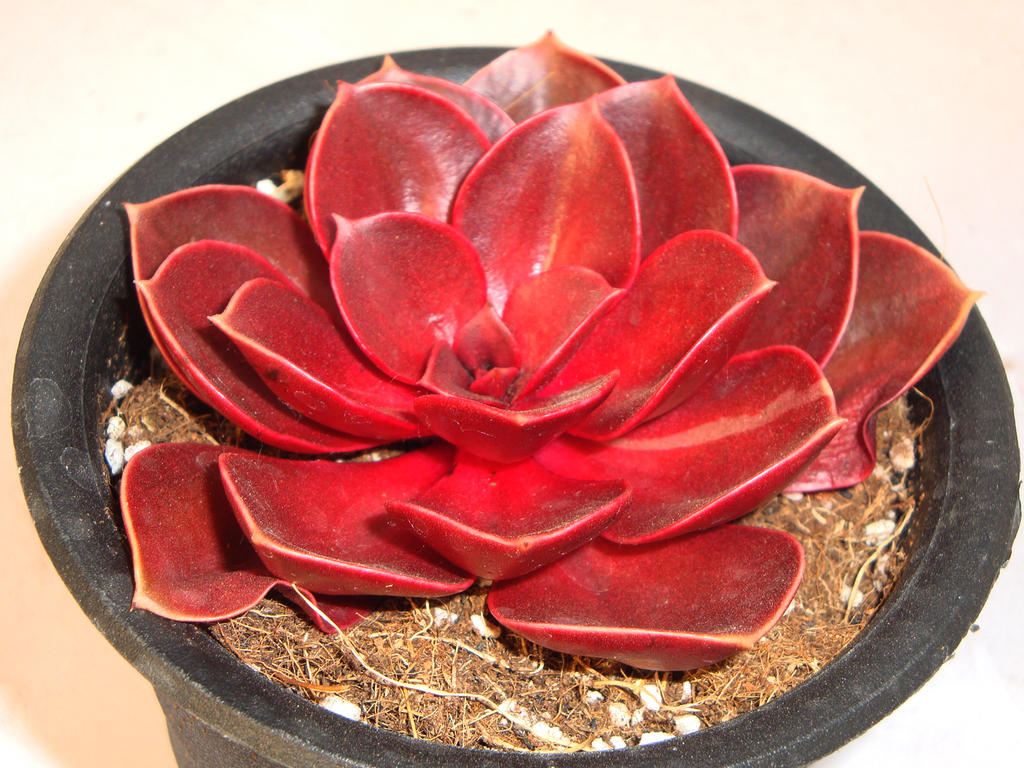
Echeveria 'Magic Red'